# 蒋金涛
蒋金涛（1912年6月18日—1971年11月21日），女，原名蒋宪端，江苏太仓人。中国革命家，新中国气象事业开拓者之一。

## 生平
1912年生于江苏太仓。是蒋恩钿的远房侄女。她的父亲蒋恩锡与民国政府外交官蒋恩铠是亲兄弟。1926年就读苏州振华女中。1932年9月至1937年6月，在清华大学理学院地学系气象专业学习。1936年6月加入中国共产党，介绍人何玉珍。1937年七七事变爆发后回到太仓老家。1938年6月底赴重庆寻找党组织，1941年调至八路军重庆办事处外事组工作，改名金涛，从事英文编译工作。1946年调至解放区张家口新华广播电台主持英语广播工作。1947年，调至东北局妇委会工作，任蔡畅秘书，负责与国际民主妇联及各国妇女组织的联络工作。1949年12月起，历任军委气象局办公厅主任，中央气象局气象科学研究所所长兼党委书记。曾任第三届全国人大代表，中国气象学会副理事长兼秘书长。1972年11月21日在北京逝世，终年60岁。